# 圣多美岛
圣多美岛（葡萄牙語：Ilha de São Tomé）是圣多美和普林西比第一大岛。该岛总面积854 km2（330 sq mi），总人口157,000（2009），占全国的96%。圣多美岛与周边小岛构成圣多美省。该岛位于赤道以北2 km，南北长约48 km，东西宽约32 km 。首都圣多美也位于该岛。该岛主要语言为葡萄牙语。